# Mario Marín Torres
Mario Pluto Marín Torres (Nativitas Cuautempan, Coyotepec, Puebla; 28 de junio de 1954) es un político y abogado mexicano, miembro del Partido Revolucionario Institucional. Fue gobernador del estado de Puebla y ocupó el cargo de presidente municipal de Puebla. También es conocido por las agresiones contra la periodista Lydia Cacho por sus investigaciones en una red de pedofilia. En 2023 Marín fue apresado por el delito de tortura en contra de la periodista Cacho.

## Biografía
Nació en Puebla, hijo de Blandina Torres y Crecencio Marín, su hermana fue la maestra y política Julieta Marín Torres.
Marín Torres es licenciado en Derecho por la Benemérita Universidad Autónoma de Puebla. Ha fungido en diversos cargos de la administración pública en el estado de Puebla. Marín además se ha desempeñado como profesor de derecho en varias universidades poblanas, notario público y juez de lo familiar en la misma ciudad.
Miembro del PRI desde 1972, Marín fue postulado en el 2004 como candidato a la gubernatura por su partido; ganó las elecciones de noviembre de 2004, y rindió protesta para dicho cargo el 1 de febrero de 2005.

## Cargos públicos y partidistas
- Juez de lo Familiar en el Estado de Puebla.
- Secretario general del Tribunal Superior de Justicia del Estado de Puebla.
- Secretario particular de cinco secretarios de Gobernación del Estado de Puebla.
- Secretario particular de Guillermo Pacheco Pulido, presidente constitucional del Municipio de Puebla para el período 1987-1990.
- Subsecretario A de la Secretaría de Gobernación del Estado de Puebla durante el mandato de Mariano Piña Olaya, gobernador de Puebla en el período 1987-1993.
- Subsecretario B de la Secretaría de Gobernación del Estado de Puebla, y
- Secretario de Gobernación del Estado de Puebla, ambos cargos durante el mandato de Manuel Bartlett Díaz, gobernador de Puebla para el período 1993-1999.
- Presidente del Comité Directivo Estatal del Partido Revolucionario Institucional (PRI) en el Estado de Puebla.
- Presidente Constitucional del Municipio de Puebla de Zaragoza para el período 1999-2002.
- Gobernador Constitucional del Estado de Puebla para el período 2005-2011.

## Controversias

### Kamel Nacif contra Lydia Cacho
Desde finales de 2005, Marín se ha visto involucrado en un juicio por difamación, en el cual el empresario poblano de origen libanés Kamel Nacif Borge, conocido como El rey de la mezclilla interpuso contra la periodista Lydia Cacho, quien lo acusa en un libro de estar implicado en la protección a Jean Succar Kuri, empresario cancunense preso por cargos de pederastia.
El 14 de febrero de 2006, el periódico La Jornada dio a conocer la grabación telefónica donde Mario Marín habla con Kamel Nacif, y este mismo felicita a Marín por haber detenido a la periodista en Cancún, para luego trasladarla a la ciudad de Puebla, donde fue privada de su libertad sobornando con un viaje a Las Vegas a la juez quinto de lo penal Rosa Celia Pérez; a manera de escarmiento por la publicación de su libro, Los demonios del Edén. A cambio de esta ayuda por parte del gobernador, Nacif Borge, también conocido como "El Johnny", ofrece dos botellas de coñac, que se especula tiene un significado diferente al que aparenta y que bien pudiera tratarse de menores de edad. Nacif, al inicio de la conversación, llama a Mario Marín "héroe" y "mi «góber» [apócope de gobernador, cargo de Marín] precioso" por lo que ahora es conocido, tanto a nivel popular como en medios de comunicación como "el Góber Precioso".
Este escándalo ha tenido grandes consecuencias políticas en México, sobre todo en el contexto de las Elecciones del 2 de julio de 2006, que ha obligado a que incluso el propio partido de Marín, el PRI el cual en un principio lo apoyó, haya solicitado que se investigue. Su candidato presidencial de 2006, Roberto Madrazo Pintado, se deslindó de Marín públicamente. El 26 de febrero de ese año, tuvo lugar una gran manifestación popular en Puebla de Zaragoza (capital del estado de Puebla), con el propósito de presionar a Marín a renunciar al cargo de gobernador. El resto de las fuerzas políticas demandan la inmediata renuncia de Marín a la gubernatura, a lo que él se ha negado reiteradamente, negando que sea su voz la que se escucha en las grabaciones y acusando a los servicios de inteligencia gubernamentales de espiarlo y tenderle una trampa. 
Como últimas acciones la Cámara de Diputado ha solicitado, casi por unanimidad la intervención de la Suprema Corte de Justicia de la Nación (SCJN) para que investigue al gobernador Marín y en el Senado se debatirá una propuesta del PRD para que sean declarados desaparecidos los poderes en el estado de Puebla. 
El 25 de enero de 2007, la SCJN solicitó la ampliación de las investigaciones en torno a la figura de Marín Torres y su vinculación con grupos pederastas; las mismas son extensivas a la procuradora de justicia, Blanca Laura Villeda y el presidente del Tribunal Superior de Justicia, Guillermo Pacheco Pulido, a fin de comprobar el presunto tráfico de poder a favor de Kamel Nacif. 
La Suprema Corte de Justicia de la Nación determinó que el gobernador de Puebla incurrió en violaciones a la Constitución Política de los Estados Unidos Mexicanos al confabularse con otros funcionarios para detener de manera ilegal a la periodista Lydia Cacho., aunque ha venido posponiendo su resolución final sobre el caso desde entonces. El martes 26 de junio de 2007, los ministros de la Suprema Corte de Justicia de la Nación determinó por segunda ocasión emitir una resolución definitiva, argumentando que:

"Con miras a fortalecer la certeza jurídica en las investigaciones que lleva a cabo la Suprema Corte de Justicia de la Nación (SCJN), a propuesta del ministro José de Jesús Gudiño Pelayo, el Pleno de Ministros resolvió aplazar la discusión y votación del caso Puebla, hasta contar con el marco normativo que se encomendó al Comité de Reglamentos del Alto Tribunal, con motivo del caso Oaxaca. Con esta medida se busca alcanzar la mayor profundidad y transparencia posibles en estos asuntos, y los ministros estarán en condiciones de adoptar sus resoluciones bajo un marco de referencia procedimental que hasta ahora no existe como tal, en beneficio de quienes solicitaron la intervención del Máximo Tribunal, de los posibles afectados y de la sociedad en general. Esta decisión es trascendente para el caso concreto, y fortalece el estado de derecho, ya que tiende a mejorar y precisar el ejercicio de una importante atribución constitucional, mediante la conformación de un reglamento marco aplicable en este tipo de caso."
los ministros de la Suprema Corte de Justicia de la Nación

El 29 de junio de 2007, el pleno de la Suprema Corte de Justicia de la Nación (SCJN) consideró que al gobernador de Puebla, Mario Plutarco Marín Torres, no se le respetó su garantía de audiencia, por lo que rechazó el proyecto del ministro Juan N. Silva Meza que responsabiliza al funcionario de violar gravemente las garantías individuales de la periodista Lydia Cacho, y por ello recomienda al Congreso determinar la procedencia del juicio político en su contra.
El 14 de agosto de 2007, el pleno de la Suprema Corte de Justicia de la Nación (SCJN) determinó limitar su actuación en investigaciones que se realicen con motivo de las violaciones graves a las garantías individuales, como en los conflictos en Atenco, en Oaxaca y el de la periodista Lydia Cacho con el Gobierno de Puebla.
Los ministros acordaron no recomendar castigos para funcionarios inmiscuidos en las indagatorias, en virtud de que el artículo 97 constitucional los faculta solamente para describir los hechos y señalar a los responsables de los acontecimientos que se les pida investigar, pero sin recomendar algún tipo de sanción. Esta resolución beneficiará al gobernador de Puebla, Mario Marín Torres, porque la Corte no podrá recomendar que se le inicie un juicio político
El 23 de septiembre, el Congreso de la Unión de México dio su respaldo el dictamen elaborado por Juan N. Silva Meza, ministro de la Suprema Corte de Justicia de la Nación, en el que se atribuye responsabilidad de Marín en el caso de las violaciones de las garantías constitucionales de la periodista Lydia Cacho. Este dictamen fue presentado el 26 de junio de 2007 en la Suprema Corte, y sólo fue apoyado directamente por los ministros Genaro Góngora Pimentel y Sergio Valls-Hernández; en tanto que el resto de los miembros del tribunal aplazaron su posición respecto al dictamen hasta que aquellos a los que implica se pronuncien sobre el mismo, así como a la creación de un reglamento para abordar los temas de Puebla y Oaxaca.
El 29 de noviembre de 2007, por seis votos a favor, los diez ministros de la SCJN acordaron desestimar el dictamen elaborado por el ministro Juan N. Silva Meza, al considerar que no hubo violación grave a los derechos individuales de la periodista Lydia Cacho.
El ministro presidente Guillermo Ortiz Mayagoitia reconoció la existencia de actos indebidos en la aprehensión y traslado de Lydia Cacho desde Cancún a Puebla, pero los mismos no adquieren el calificativo de graves para el efecto del amparo.
La resolución de la SCJN ha traído como consecuencia una serie de manifestaciones por la presunta parcialidad de su resolución, pareciera evidente una negociación de fuerzas políticas entre el PRI y el PAN para proteger a gobernadores priistas que han incurrido en escándalos (como también lo fue Ulises Ruíz), esto con el fin de mantener una ventajosa alianza política. De ser verdadero dicho argumento, sería de lamentar la ruptura de división de poderes, siendo la SCJN un paladín de decisiones basadas en negociaciones partidistas y no bajo el estricto apego a derecho.
La presunta negociación de los partidos PRI-PAN para la protección de los gobernadores Mario Marín y Ulises Ruiz fue negada por el presidente Calderón, así como por Mario Marín.
El hecho de que los seis ministros de la Corte fallaron a favor de Marín, ha causado preocupación y sospecha.[cita requerida] A lo largo de los meses se dio la disputa de los ministros entre dos posiciones encontradas: por un lado, la defensa a ultranza de Marín por parte de Aguirre Anguiano, Mariano Azuela y el presidente de la corte Ortiz Mayagoitia ("marinistas"). Por el otro lado, varios ministros, entre ellos, Silva Meza y Góngora Pimentel, entendieron que este caso significaba mucho más que los derechos individuales de una periodista y que lo que estaba a discusión eran las redes de crimen organizado a favor de la pederastia que Lydia Cacho había puesto en evidencia con su libro Los demonios del Edén.  Sorpresivamente las ministras Olga Sánchez Cordero y Margarita Luna Ramos, cambiaron su dictamen, cuando dos días anteriores a la votación se habían manifestado de manera diametralmente opuesta y habían respaldado las investigaciones realizadas por Silva Meza.
Todo parece indicar que la resolución de la corte saltó del plano jurídico a una consideración de "Estado" ( arreglo político ). Para algunas personas ya parecía sospechoso, que se hubiese retrasado el fallo de la corte hasta después de las elecciones del mes de octubre de 2007 en Puebla.[cita requerida] Trascendió que el gobierno federal encabezado por Calderón había solicitado al PAN que sus candidatos en Puebla no hicieran campaña mencionando al góber precioso y el caso Lydia Cacho. En julio de 2006 Calderón ganó en Puebla, gobernada por Marín y en octubre de 2007 Marín arrasó en las elecciones de Puebla.
El 16 de abril de 2019, El Primer Tribunal Colegiado del Vigésimo Séptimo Distrito con sede en Cancún, Quintana Roo, giró orden de aprehensión contra el exgobernador de Puebla, Mario Marín Torres y el empresario Kamel Nacif Borge. También contra el exdirector de la Policía Judicial, Hugo Adolfo Karam Beltrán, y el excomandante Juan Sánchez Moreno, por su presunta participación en el delito de tortura contra la periodista Lydia Cacho. En el resolutivo 04/2019 del tribunal federal señala que el 26 de noviembre de 2018, un juez del segundo distrito con sede en Cancún negó la orden de aprehensión en contra de estas cuatro personas, pero luego de una apelación se revocó dicho expediente y se libró la orden de aprehensión el pasado 11 de abril. Abuso de autoridad y tortura son los delitos por los que el Primer Tribunal Unitario de Quintana Roo liberó la orden de arresto contra el exgobernador de Puebla, Mario Marín, al ser detenida Lydia Cacho hace 13 años por difamación y calumnia tras la publicación del libro titulado Los demonios del Edén, en el que hablaba de explotación sexual de menores y en el que involucraba a políticos y empresarios poblanos.
Fue detenido el 3 de febrero de 2021 en Acapulco por la Fiscalía General de la República.

### La carretera de Eloxochitlán
De acuerdo con la Auditoría Superior de la Federación (ASF), el gobernador del estado, Mario Marín Torres, no atendió denuncias ni advertencias sobre las deficiencias en la planeación y construcción de la carretera de Eloxochitlán. La Auditoría Superior de la Federación determinó que ese tramo carretero costó a los contribuyentes casi 22 millones de pesos, cuando su presupuesto original era de 11 millones de pesos. La administración de Mario Marín Torres asignó la obra directamente y sin licitación, a Esna Construcciones, propiedad de Édgar Nava, que ya ha sido beneficiado con obra pública en el estado de Puebla, violando la Ley de Egresos, pues no deben asignarse obras mayores a 302.000 pesos mexicanos (Ley de Egresos del estado de Puebla, artículo 71).

### Acusaciones de estupro
En junio de 2009 Mario Marin volvió a llamar la atención de la prensa mexicana por una serie de videograbaciones en donde se da a conocer que en 1999, supuestamente sostuvo una relación sentimental y sexual con la joven identificada solamente como Jessica Z, que, se dice, tenía 17 años, cuando este ocupaba el cargo de presidente municipal de Puebla de Zaragoza y ella era una estudiante. De las grabaciones se puede recopilar que la relación duró 1 año y 9 meses.
El gobierno del estado salió a la defensa incluso mencionando acciones legales por espionaje telefónico: «Son videos alterados que no corresponden a la realidad, son creaciones. Si corresponde se interpondrá una denuncia (por espionaje telefónico), son conversaciones tergiversadas» mencionó Francisco Díaz Gil, subsecretario de Asuntos Jurídicos.

### Detención por la tortura a la periodista Lydia Cacho
El exgobernador Mario Marín fue detenido en febrero de 2021 por su responsabilidad en el delito de tortura en agravio de la periodista y escritora Lydia Cacho.
Luego de un cateo en un inmueble propiedad de una hermana del exmandatario, elementos de la Fiscalía General de la República (FGR) dieron cumplimiento a una orden de aprehensión. El delito del que se le acusa está tipificado como grave y no alcanza libertad bajo caución, por lo que se prevé que sea trasladado a Cancún, Quintana Roo, para ser puesto a disposición de la autoridad judicial que lo requiere. El ilícito del que se le acusa se remonta a 2005, cuando Lydia Cacho fue detenida en Cancún, por difamación y calumnia tras la publicación del libro Los demonios del Edén, en el que ella se refirió a los empresarios Kamel Nacif y Jean Succar Kuri como integrantes de una red de prostitución y pederastia.
La periodista fue trasladada desde Cancún hasta Puebla, en un trayecto de 23 horas en el cual denunció haber sido víctima de tortura psicológica. Luego de la aprehensión, se dio a conocer una llamada entre Mario Marín y Kamel Nacif, en la que el exgobernador se ufanó de haberle puesto un "coscorrón". Por la falta de una firma electrónica, se ordenó la reposición de una solicitud de amparo  en contra del auto de formal prisión.